# Liste des espèces végétales endémiques de Suisse
Une espèce biologique est dite endémique d'une zone géographique lorsqu'elle n'existe que dans cette zone à l'état spontané.
En Suisse, il existe un nombre restreint de vraies espèces endémiques et de nombreuses autres le sont partiellement ou le sont à des zones géographiques partagées par d'autres pays, comme les Alpes ou le massif du Jura. De ce fait, le statut d'endémique, dans ce cas, est attribué à une « espèce ou sous-espèce qui se trouve exclusivement dans une aire restreinte clairement définie » (Adrian Möhl).

## Endémiques[2]
- Artemisia nivalis
- Pulmonaria helvetica

### Taxons souvent considérés comme endémiques
- Arenaria bernensis
- Draba ladina
- Onosma helvetica

## Taxons endémiques partiel
Cette définition concerne les espèces dont l'aire de répartition connue est très restreinte (moins de 10 000 km2) mais qui sont également présents dans les pays limitrophes de la Suisse.
- Achillea atrata
- Achillea erba-rotta (subsp. moschata)
- Achillea macrophylla
- Adenostyles leucophylla
- Alchemilla pentaphyllea
- Androsace brevis
- Anthyllis vulneraria (subsp. valesiaca)

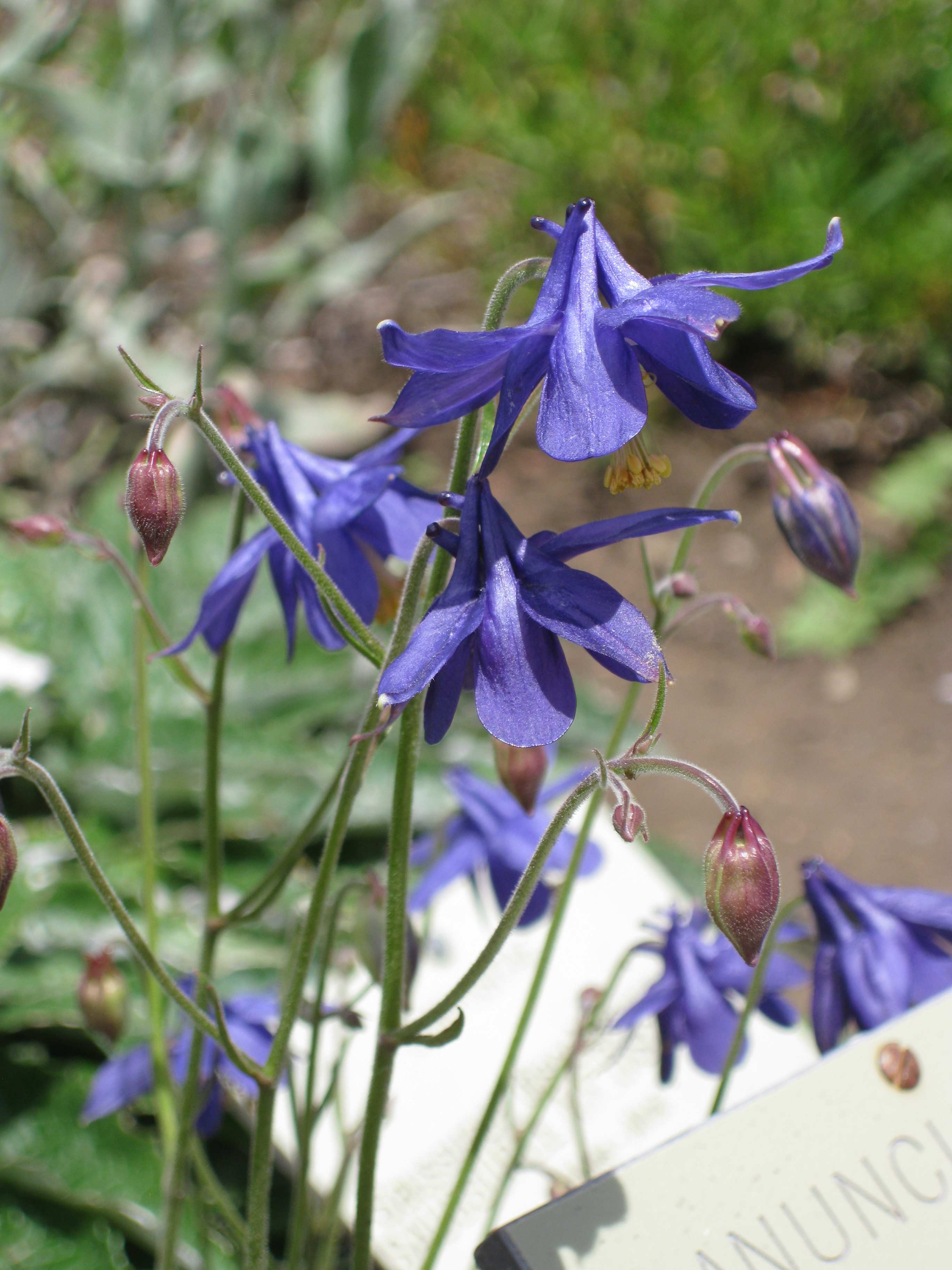
Aquilegia einseleana
- Armeria alpina (var. purpurea)
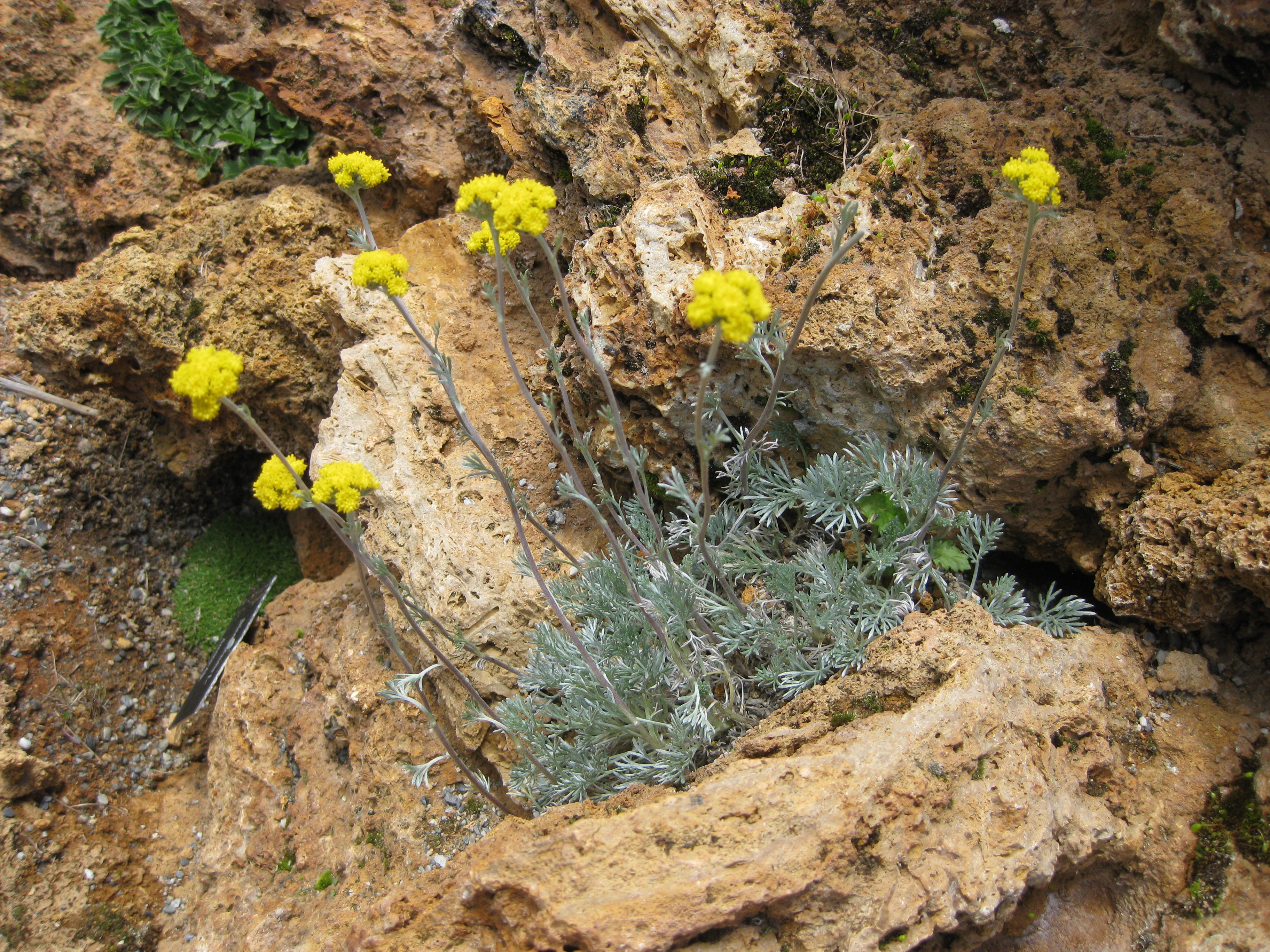
Artemisia glacialis
- Artemisia vallesiaca
- Astragalus leontinus
- Campanula cenisia
- Campanula excisa
- Campanula rhomboidalis
- Carex baldensis
- Carex fimbriata
- Centaurea rhaetica
- Centaurea valesiaca
- Cerastium austroalpinum
- Cerastium pedunculatum
- Chaerophyllum elegans
- Corydalis lutea
- Crepis froelichiana
- Crepis rhaetica
- Cytisus emeriflorus
- Deschampsia littoralis
- Draba hoppeana
- Draba ladina
- Ephedra helvetica
- Erysimum rhaeticum
- Erysimum virgatum
- Euphrasia christii
- Euphrasia cisalpina
- Gentiana aspera
- Gentiana engadinensis
- Gentiana insubrica
- Gentiana pannonica
- Gentiana ramosa
- Gentiana schleicheri
- Heracleum sphondylium (subsp. alpinum)
- Hugueninia tanacetifolia
- Knautia drymeia
- Knautia godetii
- Knautia transalpina
- Laserpitium gaudinii
- Laserpitium halleri
- Leontodon incanus (subsp. tenuiflorus)
- Leucanthemum halleri
- Leucanthemum heterophyllum
- Linaria alpina (subsp. petraea)
- Matthiola valesiaca
- Minuartia cherlerioides (subsp. rionii)
- Myosotis rehsteineri
- Narcissus x verbanensis
- Onosma helvetica
- Oxytropis fetida
- Oxytropis helvetica
- Papaver occidentale
- Papaver sendtneri
- Pedicularis aspleniifolia
- Pedicularis rostratospicata
- Phyteuma hedraianthifolium
- Phyteuma humile
- Potentilla alpicola
- Potentilla grammopetala
- Primula daonensis
- Primula glutinosa
- Primula halleri
- Pulsatilla halleri
- Ranunculus allemannii
- Rhinanthus antiquus
- Rosa abietina
- Rosa chavinii
- Salix glaucosericea
- Salix laggeri
- Salix x hegetschweileri
- Saponaria lutea
- Saussurea alpina (subsp. depressa)
- Saxifraga aphylla
- Saxifraga diapensioides
- Saxifraga muscoides
- Saxifraga seguieri
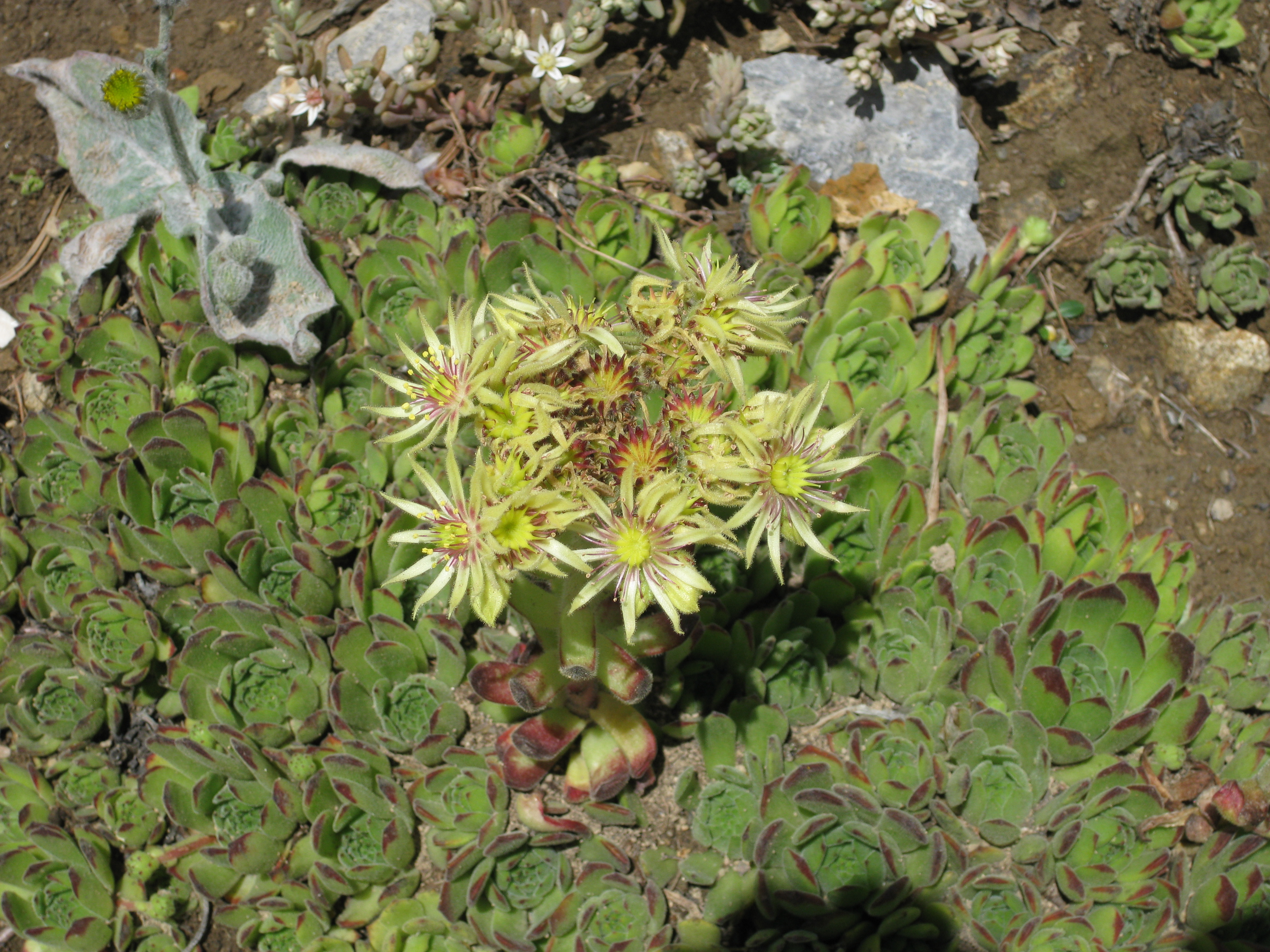
Sempervivum grandiflorum
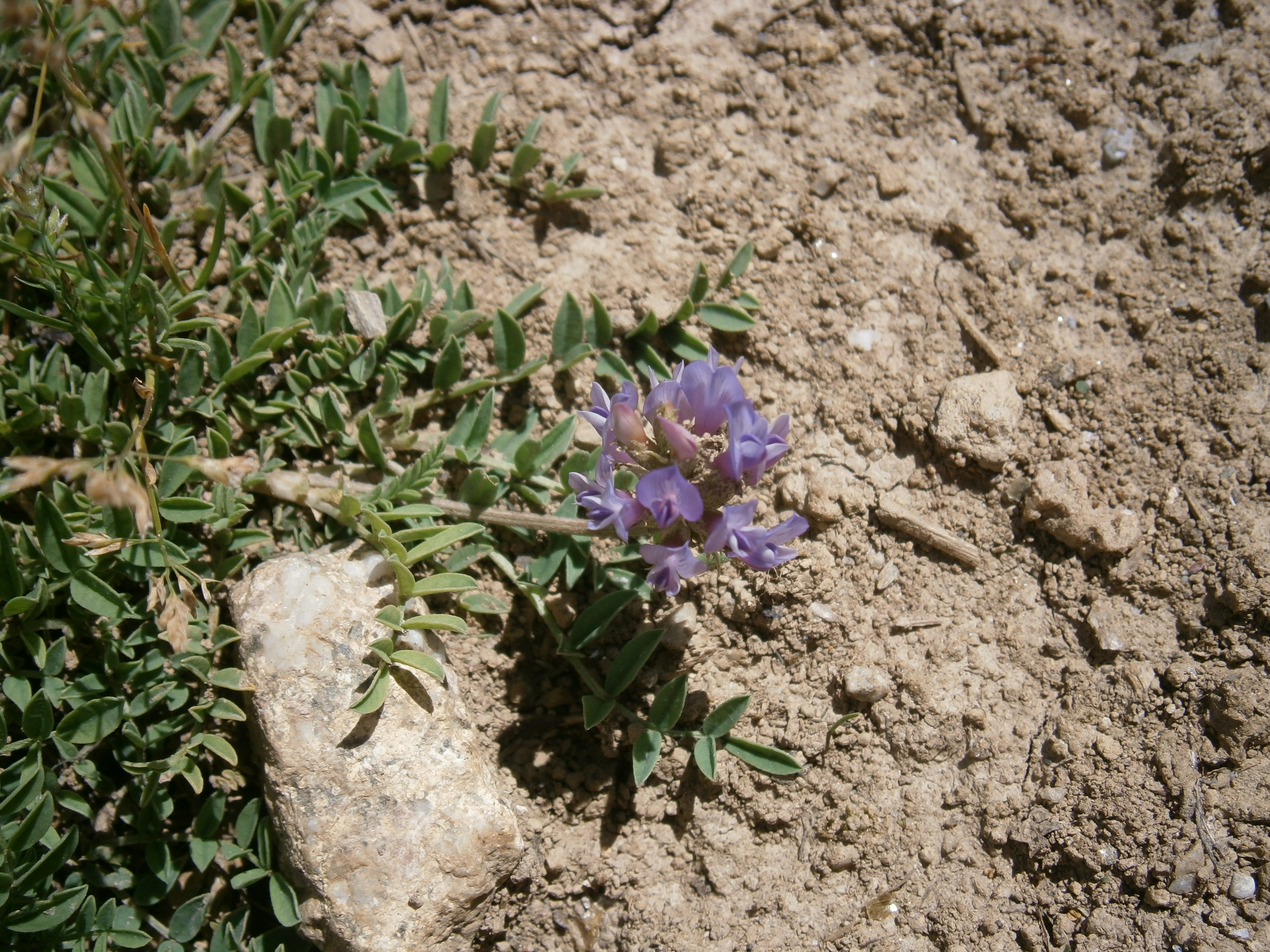
Astragalus leontinus
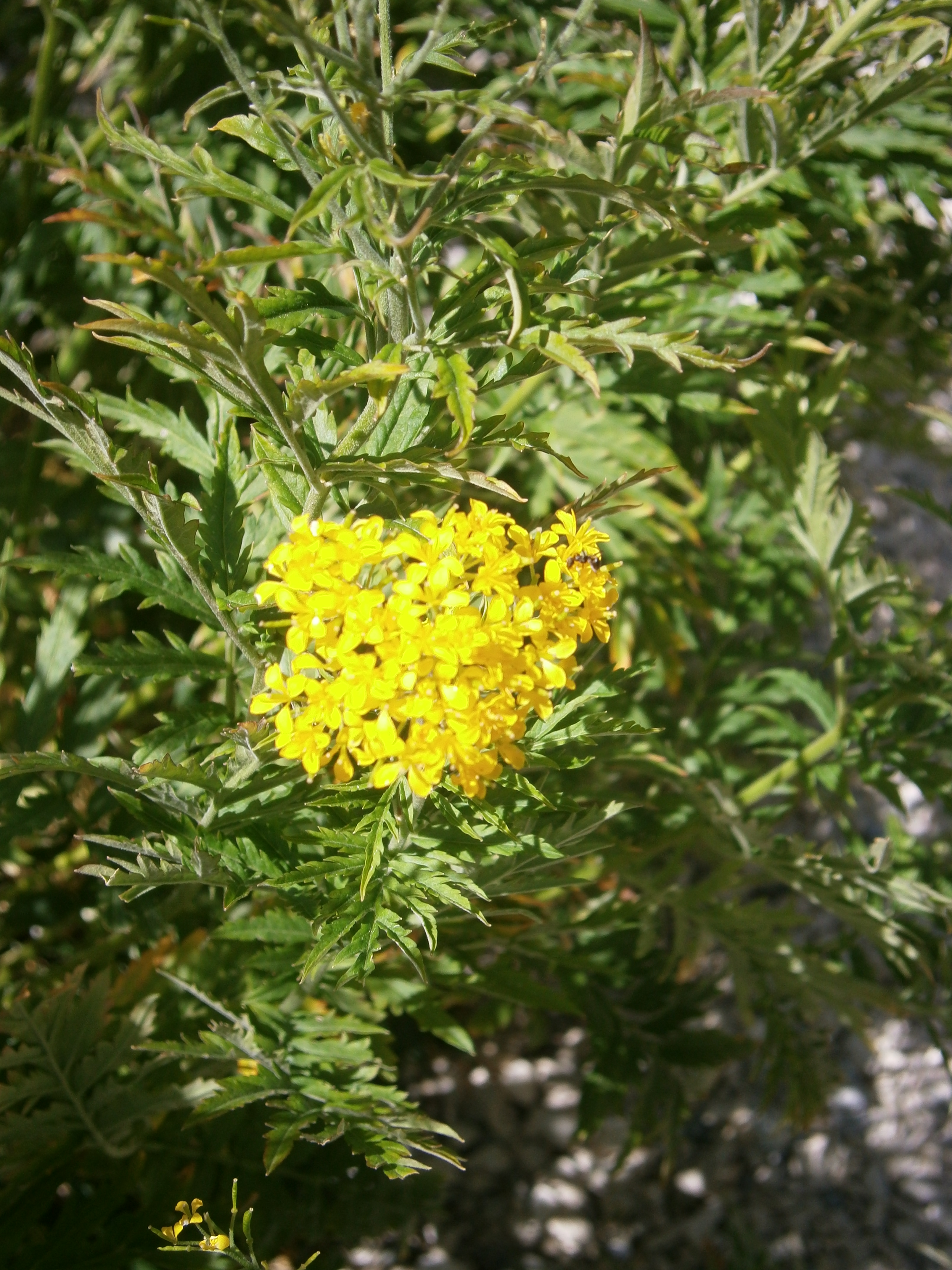
Hugueninia tanacetifolia

- Sempervivum wulfenii
- Senecio abrotanifolius
- Senecio halleri
- Senecio incanus (subsp. insubricus)
- Sesleria sphaerocephala
- Taraxacum cucullatum
- Tephroseris tenuifolia
- Thlaspi rotundifolium
- Thlaspi sylvium
- Thlaspi virens
- Trifolium saxatile
- Valeriana celtica
- Valeriana supina
- Viola calcarata
- Viola cenisia

- Aquilegia einseleana
- Artemisia glacialis
- Sempervivum grandiflorum
- Astragalus leontinus
- Hugueninia tanacetifolia